# Ateleia apetala
Ateleia apetala är en ärtväxtart som beskrevs av August Heinrich Rudolf Grisebach. Ateleia apetala ingår i släktet Ateleia och familjen ärtväxter. Inga underarter finns listade i Catalogue of Life.